# Unione Calcio Sampdoria
La Unione Calcio Sampdoria es un club de fútbol de Italia, de la ciudad de Génova, en Liguria. Fue fundada el 12 de agosto de 1946, después de la fusión de Sampierdarenese y Andrea Doria. Participa en la Serie B, la segunda categoría del fútbol italiano.
El nombre «Sampdoria» es un acrónimo del nombre de los dos clubes en el origen de su fundación. Esta unión también se refleja en su uniforme, en donde las camisetas azules y blancas de Andrea Doria se combinaron con las blancas con franja rojinegra de Sampierdarenese, lo que dio como resultado una camiseta azul con una franja blanca-roja-negra-blanca, que les dio el apodo de Blucerchiati («circundados de azul»).
La Sampdoria disputa sus encuentros como local en el Estadio Luigi Ferraris, que cuenta con una capacidad de 35 599, y que comparte con su rival histórico, el Genoa Cricket & Football Club, con quien disputa el denominado Derby della Lanterna («derbi de la Linterna»).
Cuenta en su palmarés con un campeonato de liga, conseguido en 1990-91, cuatro Copas Italia, y una Supercopa de Italia. A nivel internacional conquistó la Recopa de Europa en 1989-90, y alcanzó las finales de la Copa de Europa en 1991-92, la Recopa de Europa en 1988-89 y la Supercopa de la UEFA en 1990.

## Historia
Las primeras decadas: 1946 - 1980

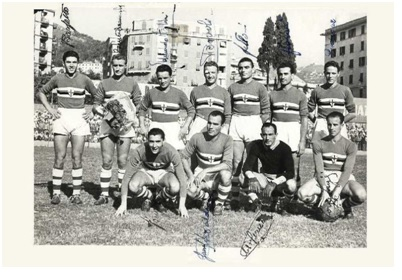
1946 Sampdoria

Dos equipos históricos de Génova, Andrea Doria y Sampierdarenese, se unen en 1946. En la primera temporada de su historia la Sampdoria disputa la Serie A ocupando el lugar de la Sampierdarenese. El mismo año, 1946, gana ante el Genoa el primer derbi de la Lanterna por 3-0. En los primeros veinte años se confirmó en Serie A, logrando buenos resultados.
En la temporada 65/66 pierde la categoría por primera vez tras ser derrotado 2-1 por la Juventus en la última jornada del campeonato, al mismo tiempo que SPAL empataba 2-2 en Brescia y los superaba por un punto, ocupando la posición 16.ª de 18 equipos.
Volvió a disputar la Serie A en la temporada 67-68 tras permanecer solo un año en la Serie B.
En la 68/69 termina duodécimo solo un punto por encima de las posiciones de descenso.
En la 69/70 termina decimotercero. Perdió 5-0 como local contra Inter de Milán en la última jornada.

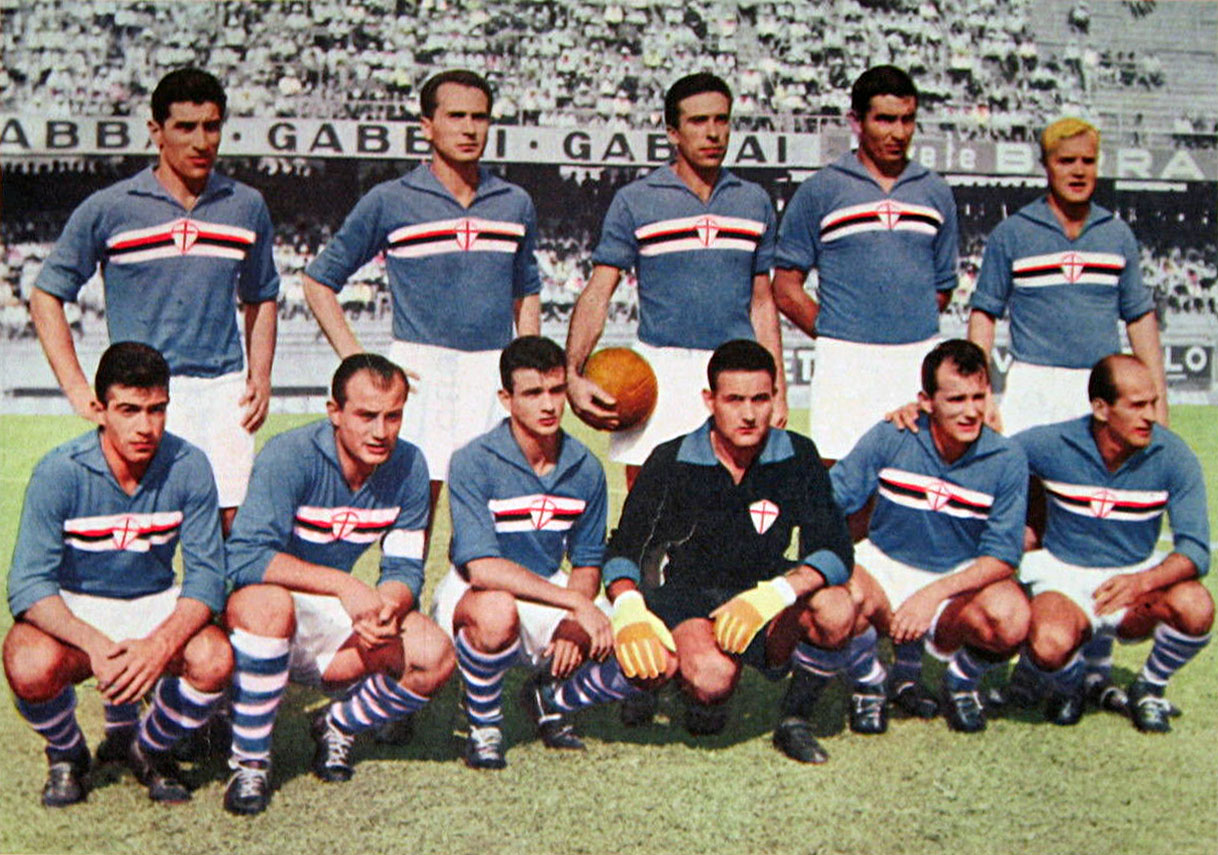
Formación de la Sampdoria en la temporada 1961-62. De pie, de izquierda a derecha, están Brighenti, Vicini, Bergamaschi, Vincenzi y Skoglund. En cuclillas: Toschi, Bernasconi, Marocchi, Rosin, Boškov y Cucchiaroni.

En la 70/71 se salva de descender por diferencia de goles tras concluir con 25 puntos empatado con Fiorentina y Varese (este último descendió).
En la 71/72 concluye noveno y en la 72/73 se salva una vez más del descenso por diferencia de goles ya que finalizó con 24 puntos empatado con Roma, Vicenza y Atalanta (este último descendió). Además consiguió una cantidad de goles muy baja: 16 en 30 encuentros.
En la 73/74 termina en posiciones de descenso pero se salvó por las penalizaciones en contra del Foggia y Hellas Verona, que finalmente fueron descendidos a Serie B.
En la 74/75 ocupa la decimotercera posición y en la 75/76 concluye decimoprimero.
Descendió por segunda ocasión al final de la temporada 76-77 tras concluir el campeonato en la posición 14.ª de 16 equipos. Perdió en la última jornada 0-2 contra la Juventus.    
La "Samp de oro" años 80 y 90: liga, copas nacionales, Recopa de Europa y subcampeon de Europa
No volvió a disputar la Serie A hasta la temporada 82-83 tras 5 años en Serie B. Paolo Mantovani, el nuevo presidente de la Samp, tiene grandes ambiciones por el club. En poco más de diez años se convertiría en uno de los mejores equipos italianos, consolidándose entre los mejores equipos de Europa entre finales de los 80 y principios de los 90. Grandes jugadores como Roberto Mancini, Gianluca Vialli, Graeme Souness, Trevor Francis, Toninho Cerezo, Pietro Vierchowod, Ruud Gullit, Siniša Mihajlović entre los demás vestiran la camiseta "blucerchiata" entre 1983 y 1995.
En la 83/84 concluye séptimo. En 84/85 termina cuarto. Además, gana su primer título, la Copa de Italia tras derrotar al AC Milan en la final. Así, se clasifica por primera vez para una copa europea.
En al 85/86 termina decimoprimero y vuelve a llegar a la final de la Copa de Italia donde pierde contra la Roma. Además disputó la Recopa de Europa donde eliminó en dieciseisavos con marcador global de 2-1 al equipo griego AE Larissa pero fue derrotado en la eliminatoria siguiente por el SL Benfica con un 2-1 global. En la 86/87 finaliza en la quinta posición.
En la 87/88 finaliza cuarto y vuelve a ganar la Copa de Italia al vencer al Torino en la final.
En la 88/89 finaliza quinto y gana la Copa de Italia por tercera vez tras vencer al SSC Napoli en la final. Perdió la final de la Recopa de Europa 2-0 contra el Barcelona en Berna, Suiza. Había derrotado en dieciseisavos al IFK Norrköping sueco con marcador de 3-2, en octavos eliminó al Carl Zeiss Jena alemán con un 4-2 global, al Dinamo Bucarest rumano en cuartos y al KV Mechelen belga en semifinales tras derrotarlo 3-1 como local.
En la 89/90 finaliza quinto en la Serie A y gana la Recopa de Europa tras eliminar en dieciseisavos al SK Brann noruego por marcador global de 3-0, al Borussia Dortmund de Alemania en octavos, al Grasshopper suizo en cuartos y al AS Mónaco francés en semifinales. Venció 2-0 al RSC Anderlecht belga en la final disputada en Gotemburgo, Suecia, con doblete de Vialli. Ese mismo año pierde la Supercopa de Europa en contra del AC Milan al empatar 1-1 como local y caer 2-1 en el estadio de San Siro.
En la temporada 90-91 obtiene su primer y único scudetto. Gianluca Vialli ganó la distinción de máximo goleador de la Serie A esa temporada con 19 tantos. Esa misma temporada Sampdoria perdió la final de la Copa de Italia contra la Roma, pero los superó en la Supercopa de Italia con marcador de 1-0 en el juego disputado en el Luigi Ferraris. En la Recopa de Europa eliminó al FC Kaiserslautern en dieciseisavos y al Olympiacos en octavos, pero cayó contra el Legia Varsovia en cuartos.

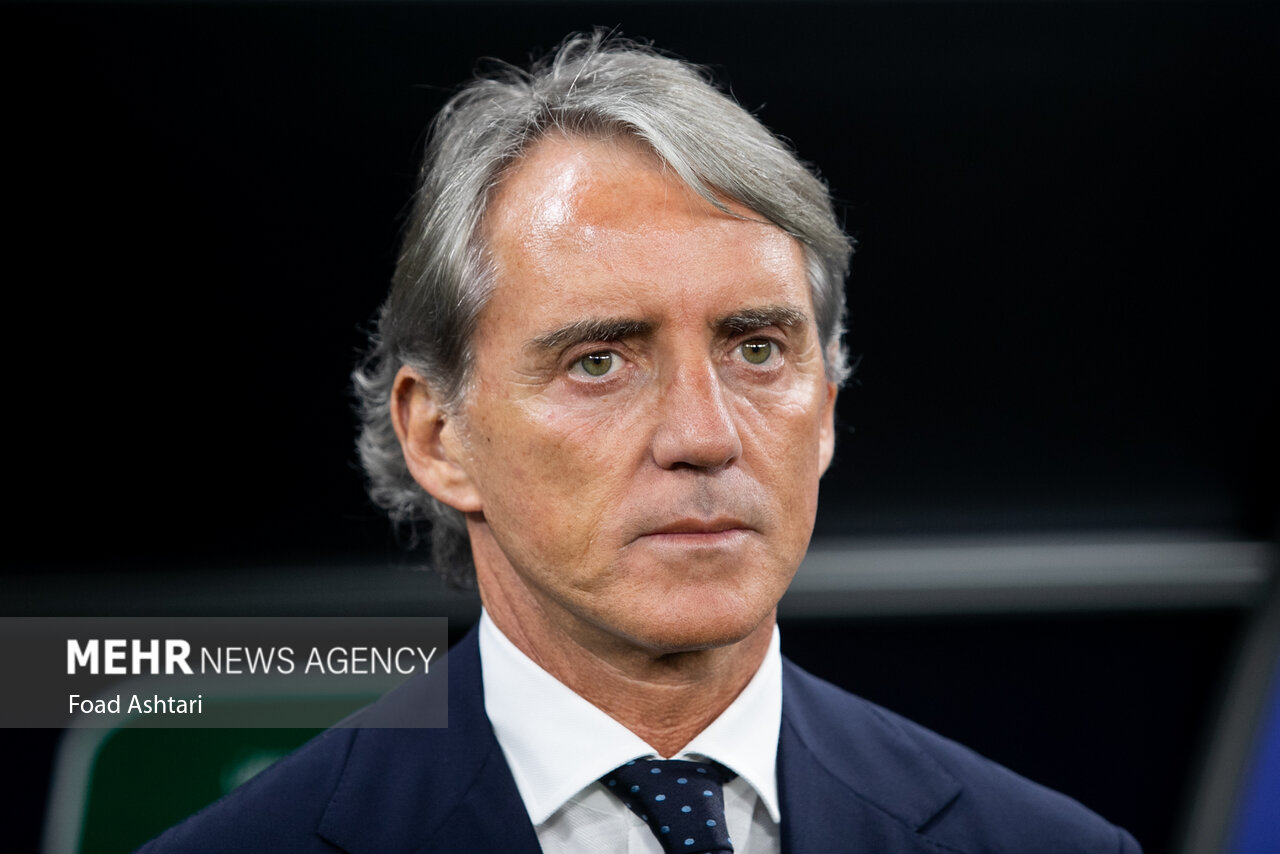
Roberto Mancini

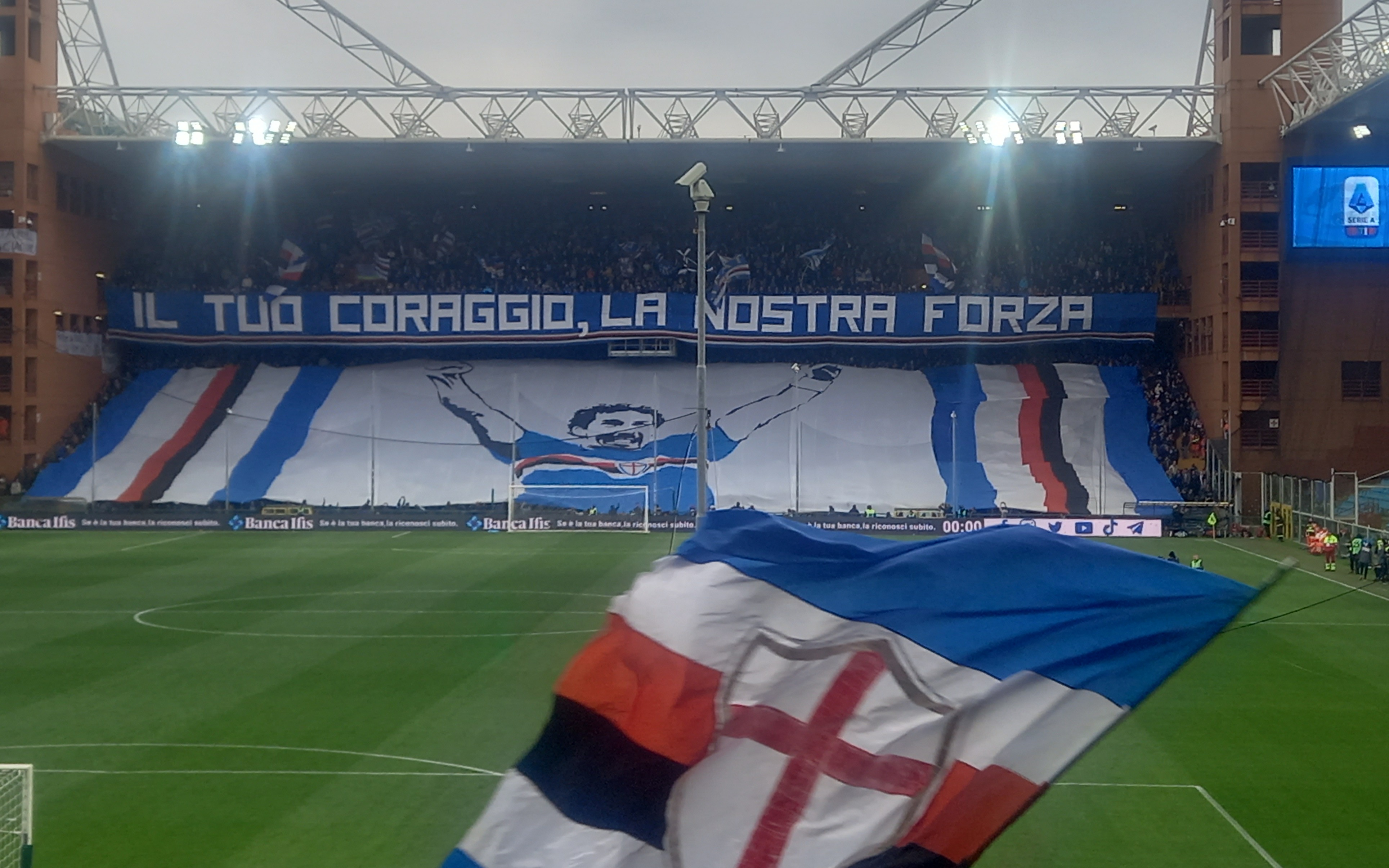
Tributo a Gianluca Vialli

La temporada siguiente, llegó a la final de la Copa de Europa disputada en el Estadio Wembley, en la que cayó por la mínima 1-0 ante el F. C. Barcelona de Ronald Koeman en la prórroga.
En la temporada 92/93 finaliza séptimo a nivel nacional. En la 93/94 concluye tercero y le gana 6-1 la final de la Copa de Italia al Ancona.
En la temporada 94/95 finaliza octavo en Serie A y en la Recopa de Europa elimina al FK Bodø/Glimt noruego en dieciseisavos, al Grasshopper suizo en octavos y al FC Porto en cuartos pero cayó en semifinales 3-2 en penaltis contra el Arsenal FC inglés tras perder 3-2 en Londres y vencer como local por el mismo marcador.
En la 95/96 finaliza octavo. En la 96/97 termina sexto y se clasifica para la Copa de la UEFA.
En la 97/98 termina noveno a nivel local. En la Copa de la UEFA se va eliminado en primera ronda tras caer por marcador global de 4-1 en contra del Athletic de Bilbao.
Los años 2000: regreso a Europa
En la 98/99 descendió tras terminar en la decimosexta posición, descenso que se dio matemáticamente en la jornada 33.ª cuando empató 2-2 en su visita al Renato Dall’Ara de Bologna mientras el Perugia derrotó 1-2 al Udinese quedando a cinco puntos de diferencia a falta de tres por disputar.
Volvió a la Serie A para jugar la temporada 03/04 tras permanecer cuatro años en la Serie B.
La temporada 04/05 termina quinto con 61 puntos, a solo uno del Udinese, que obtuvo la cuarta plaza que da acceso a las rondas clasificatorias de la Champions League, por lo que debió conformarse con disputar la Copa de la UEFA. En la Copa de Italia el Cagliari los eliminó en cuartos de final con marcador global de 4-3.
La temporada 05/06 termina decimosegundo y en la Copa de Italia volvió a caer en cuartos de final; en esta ocasión Udinese los eliminó con marcador global de 3-3 (1-1 en Udine y 2-2 en Génova). En la Copa de la UEFA se va eliminado en fase de grupos tras sumar tan solo cinco puntos, ya que finalizó cuarto de cinco equipos en un grupo formado también por el Steaua de Bucarest rumano, el Lens francés, el Hertha Berlín alemán y el Halmstads BK sueco.
La temporada 06/07 termina noveno; en la Copa de Italia derrotó 0-2 al Benevento en primera ronda, 1-2 al Rimini en segunda ronda, 2-3 a Bologna en tercera ronda, 4-2 al Palermo en octavos de final, 3-1 a Chievo Verona en cuartos de final y finalmente fue derrotada 0-3 por el Inter de Milán. En la 07/08 ficha al talento italiano Antonio Cassano y ocupa la sexta posición con 60 puntos y se clasificó para la Liga de Europa. En Copa de Italia derrotó 4-1 al Cagliari en cuartos de final y luego perdió 1-2 contra la AS Roma en cuartos de final.
En la 08/09 termina decimotercero en Serie A. En la Copa de Italia venció 2-1 al Empoli en octavos de final, en cuartos de final empató 1-1 con Udinese y ganó 4-1 en penaltis, en semifinales derrotó 3-1 al Inter de Milán y en la final disputada en el Olímpico de Roma empató 1-1 contra la Lazio pero perdió 5-6 en penaltis. En la Copa de la UEFA derrotó 7-1 global al FBK Kaunas lituano en primera ronda y posteriormente formó parte del Grupo C junto al Standard de Lieja belga, el VfB Stuttgart alemán, el Sevilla español y el Partizán de Belgrado. Tras derrotar 1-0 como local al Sevilla en su último encuentro, sumó siete puntos y clasificó a los dieciseisavos de final de la competición, donde el FC Metalist Járkov ucraniano los eliminó con marcador global de 3-0.
La temporada 09/10 fue la mejor del equipo en bastantes años ya que fueron la sorpresa del campeonato italiano. Durante las primeras jornadas llegaron a ubicarse como líderes del campeonato, sin embargo, derrotas posteriores ocasionaron que el club cayera posiciones en la clasificación y se ubicaba en la duodécima posición con 26 puntos a la mitad de la temporada. Sin embargo, durante la segunda vuelta el club logró encadenar varias victorias (incluido un triunfo 2-1 sobre el AC Milan en la fecha 34 con un gol de Giampaolo Pazzini al minuto 90), lo que le permitió disputar la cuarta plaza con el USC Palermo durante la recta final del campeonato, la cual daba acceso a la eliminatoria de la Champions League. En la fecha 35 visitaron al líder del torneo, la Roma, y a pesar de ir perdiendo, la Sampdoria logró remontar en el segundo tiempo con un doblete de Giampaolo Pazzini y esto a su vez ocasionó que el club de la capital cediera el primer lugar al Inter de Milán, que finalmente resultó campeón ese año. En la fecha 37 la Sampdoria visitó al Palermo en un duelo directo por el acceso a la fase previa de la Champions League; el juego se saldó con un empate 1-1, con lo que la Sampdoria llegó a la última fecha con dos puntos de ventaja sobre el Palermo. Finalmente, fue la Sampdoria quien logró el objetivo en la última jornada al derrotar 1-0 al Napoli en el Luigi Ferraris, terminando en cuarto lugar con 67 puntos y Palermo en quinto con 65. En la Copa de Italia derrotó 6-2 al Lecce en tercera ronda y perdió 1-2 contra Livorno en dieciseisavos de final.
La temporada 10/11 se inició con la Sampdoria en la fase previa de la Champions, donde tuvo que enfrentarse al Werder Bremen alemán. Perdió la ida de la eliminatoria 3-1 en Bremen, donde Giampaolo Pazzini marcó un tanto en el minuto 90 que le daba opciones al cuadro genovés para la vuelta. El 24 de agosto ante un lleno en el Luigi Ferraris, la Sampdoria derrotaba 3-0 al Bremen con un doblete de Pazzini y un gol de Cassano, pero en tiempo de descuento Markus Rosenberg ante la incredulidad de todo el estadio marcaba el 3-1 y mandaba la eliminatoria a tiempos extras. En el minuto 100 Claudio Pizarro anotó el 5-4 global y dejaba a la Sampdoria relegada a la Liga de Europa, donde quedó eliminada en fase de grupos tras sumar apenas 5 puntos en un grupo que compartió con el PSV Eindhoven neerlandés, el Metalist Járkov ucraniano y el Debreceni húngaro. Su inicio en liga fue de 23 puntos en 15 partidos. Sin embargo, desde la jornada 16.ª hasta el final, el equipo apenas ganó tres encuentros más y empató otros cuatro. Descendió a una jornada del final tras perder 1-2 como local contra el Palermo, mientras sus rivales directos por el descenso Lecce y Cesena derrotaron a los ya descendidos Bari y Brescia con marcadores de 0-2 y 1-0 respectivamente. De esta manera la Sampdoria fue relegada a Serie B en una temporada que comenzó con la aspiración de llegar a la fase de grupos de la Champions League, y al no alcanzar dicho objetivo, sus principales figuras, Giampaolo Pazzini y Antonio Cassano abandonaron el club en el mercado de invierno, provocando así la mala campaña del club. En la Copa de Italia había derrotado 5-4 en penaltis al Udinese tras empatar 2-2; luego fue eliminada tras perder 1-2 contra AC Milan en cuartos de final.
La temporada 11/12 en Serie B no comenzó bien para el club, pues a mitad de la temporada se ubicaba en la duodécima posición con 26 puntos, a 15 del ascenso directo y a 5 de los puestos de play-off. Posteriormente, el club repuntó y aseguró disputar el play-off de ascenso a una fecha de terminar la temporada y culminó en sexta posición del campeonato. En semifinales de ascenso derrotó 2-1 al Sassuolo en Génova y en la vuelta empataron 1-1. En la final derrotó 3-2 al Varese en la ida y en la vuelta Nicola Pozzi anotó el único gol del encuentro para lograr un marcador global de 4-2 y de esta manera la Sampdoria logró volver a la Serie A solo un año después de su descenso. En la Copa de Italia se impuso 3-2 al Alessandria en segunda ronda, pero fue derrotada en tercera ronda tras caer 2-1 en Empoli.
En la temporada 12/13 la Sampdoria terminó en la posición 14 con 42 puntos, mientras que en la Copa de Italia fue eliminada en tercera ronda tras caer 4-3 en penaltis con el Juve Stabia de Serie B. En la temporada 13/14 el club terminó en la posición 12 con 45 puntos y en la Copa de Italia eliminó 2-0 al Benevento en la tercera ronda, en cuarta ronda venció 4-1 al Hellas Verona, pero cayó en octavos de final tras perder 1-0 contra AS Roma.
La Sampdoria en el dìa de hoy
La familia Garrone, que había comprado la Samp a la familia Mantovani en los años 2000, vendió en 2014 a Massimo Ferrero, un empresario hasta entonces prácticamente desconocido en Italia. La venta (a título gratuito y con garantías económico-financieras de la familia Garrone a favor de Ferrero) se produce de repente dejando dudas en el mundo del "calcio". En la temporada 14/15 la Sampdoria alcanza la séptima posición con 56 puntos, a 7 de los puestos que daban acceso a la Liga de Europa. En la 15/16 terminó en la posición 15 con 40 puntos, apenas 2 puntos por arriba de las posiciones de descenso. Las temporadas 2016/17 hasta 2020/2021 son bastante buenas para el club que finaliza noveno en la Serie A en tres ocasiones, con Fabio Quagliarella máximo goleador de la liga con 26 goles en 2018/19. Pero al final, en 2021, el presidente Massimo Ferrero acaba en prisión y el club vive años difíciles. El descenso a Segunda División se producirá en la temporada 2022/23, cuando la situación económica del club es preocupante. Sin embargo, muy cerca de la quiebra, logró salvarse en los últimos días gracias a la llegada de una nueva propiedad (liderada por Andrea Radrizzani ex Leeds y Matteo Manfredi) y de inversores extranjeros. En la temporada 2023/24 de la Serie B, la Sampdoria con Andrea Pirlo entrenador termina séptima y no consigue el ascenso a la primera división. 
La temporada 2024/25 es sin duda la peor en la historia del club.  En abril de 2025, a falta de 6 jornadas y por primera vez en su historia en puestos de descenso directo a Serie C, algunos jugadores leyendas de la "Samp de oro", entre ellos Roberto Mancini y Attilio Lombardo, acuden al rescate del club. Por amor a la Sampdoria (en el caso de Mancini sin ningún tipo de contrato y sin ocupar cargos oficiales) asumen la dirección técnica y deportiva en un intento desesperado de lograr la salvación.La victoria ante la Salernitana en la final "playoff" (2-0 en un Marassi repleto con más de 30.000 tifosi y 0-2 en el partido de vuelta) dio la salvación a la Sampdoria.

## Símbolos

### Escudo
El escudo del equipo está formado por una silueta negra que representa el rostro de un típico pescador de la ciudad denominado en dialecto genovés Baciccia (diminutivo de Juan Bautista), estilizado con barba, gorro característico, pipa y pelo al viento.

### Himno
El himno oficial de la Sampdoria es Doria Olè, compuesto por el grupo De Scalzi Bros en 1991.

## Indumentaria
La decisión de Sampierdarenese y Andrea Doria de unirse para formar un nuevo equipo de fútbol, llevó a la fusión de una parte de sus nombres, y de ambos colores corporativos, ya que ambas empresas no quisieron perder su identidad. Los colores rojo y negro de la primera mezcla y blanco-azul de la segunda dio lugar a una combinación que no tiene parangón en el mundo del fútbol, que es de color azul-blanco-rojo-negro-blanco-azul. A la derecha en el centro está el escudo de San Jorge, símbolo de Génova, un signo de pertenencia a un equipo de la ciudad.
La banda roja-blanca-negra del pecho es conocida con el nombre de blucerchiati (enarcada de azul). Inicialmente se ubicaba en el centro de la camiseta, pero se movió más abajo para hacer espacio a los patrocinadores. Los pantalones tradicionales son de color blanco, pero a menudo se cambian por azul dependiendo de la combinación de colores del rival.
| 1946 | Ver evolución | 2022-2023 |

## Infraestructura

### Estadio
Terminado en 1989 donde se alzaba el anterior de 1911, con capacidad para 38 879 personas. Fue construido para ser usado en la Copa Mundial de Fútbol de 1990. Dimensiones 106x68 metros. Este estadio es compartido con su gran rival, el Genoa.

### Centro de entrenamiento
Tras la fundación, la Sampdoria se entrenó durante varios años en el estadio Giacomo Carlini de Génova, pero, tras su cierre, la necesidad de encontrar una estructura adecuada la llevó a trasladarse a diversas localizaciones del este de Liguria, como Recco, Santa Margherita y Rapallo. Con la llegada de Paolo Mantovani como presidente del club y con la consiguiente renovación que trae, se hace urgente la búsqueda de una estructura adecuada a las ambiciones del equipo. Así que el 14 de febrero de 1980 en las alturas de la localidad de Bogliasco, en el Golfo Paradiso, el presidente de la Sampdoria inaugura el Polideportivo Gloriano Mugnaini. Su nombre rinde honor a un médico reconocido y admirado por sus pares por la abnegación para brindar asistencia a los más pobres, se lo llamaba, el médico de los pobres.
El centro está compuesto de un edificio de dos pisos, dos campos de juego de césped natural exclusivos para el primer equipo y dos más en césped sintético.
El edificio cuenta con dos vestuarios, uno semicircular para el primer equipo y uno más chico para personal técnico, depósito, y sala de masaje con bañeras hidromasaje y sauna.
En el interior del edificio se ubica la sala médica dotada del equipamiento más sofisticado para las exigencias sanitarias de los jugadores.
En el segundo piso tiene una terraza cubierta para que los periodistas puedan seguir los entrenamientos con gran visibilidad.
Siguiendo en el segundo piso se encuentra otro vestuario, oficinas, sala de relax y una sala video-reunión a disposición del equipo, cuerpo técnico y periodismo.
En el exterior del edificio se halla la utilería donde se guardan los botines de los jugadores. También existe una estructura reticular que alberga el gimnasio de 140 m². debidamente compuesto por maquinaria para todos los grupos musculares.
El campo principal, provisto de una pequeña tribuna de cemento, está rodeado por una pista atlética, el segundo está a una altura superior al cual se accede atravesando un bosque, lo cual lo mantiene alejado y protegido de la vista de extraños, usado para ensayos tácticos. Las canchas sintéticas son usadas por las divisiones inferiores de la Sampdoria y por el Bogliasco Calcio.

## Afición

Ultras Sampdoria.

Los seguidores de la Sampdoria proceden principalmente de la ciudad de Génova. Se encuentran en los barrios portuarios de la ciudad, y más concretamente en los barrios del Oeste.
Dentro de los “tifosi blucerchiati” destacan sus grupos ultras, los cuales pueblan la Gradinata Sud del Stadio Luigi Ferraris. El corazón de los “tifosi” de la Sampdoria está en la Gradinata Sud, donde hay grandes grupos organizados de ultras. Los más importantes y numerosos son los “Ultras Tito Cucchiaroni” y “Fedelissimi”, que ocupan, respectivamente, la parte superior e inferior de la Gradinata. La parte superior está ocupada también por “Sanfruttuoso 1987″, mientras que en la parte inferior están los “Fieri Fossato” y los “Irish Clan”. Desde hace algunos años (2009) existe en la Gradinata Sud una asociación informal que se ocupa de la ayuda mutua entre los “tifosi” de la Sampdoria llamados “Marinai nei guai” (“Los marineros en problemas”). El órgano de representación de la Gradinata más importante es el “Federclubs”, nacido en 1966, y reúne a todos los clubes (las peñas en España y Latinoamérica) de la Sampdoria. Fue la primera asociación de este tipo en Italia.
Los Ultras Tito Cucchiaroni, llevan el nombre del exjugador Ernesto Cucchiaroni un extremo izquierdo argentino que jugó en la Sampdoria entre 1959 y 1963. El grupo fue fundado en 1969, lo que lo convierte en uno de los grupos ultra más antiguos de Italia. Son apolíticos, aunque hay grupos más pequeños como Rude Boys Sampdoria, que son de izquierda.

## Rivalidades

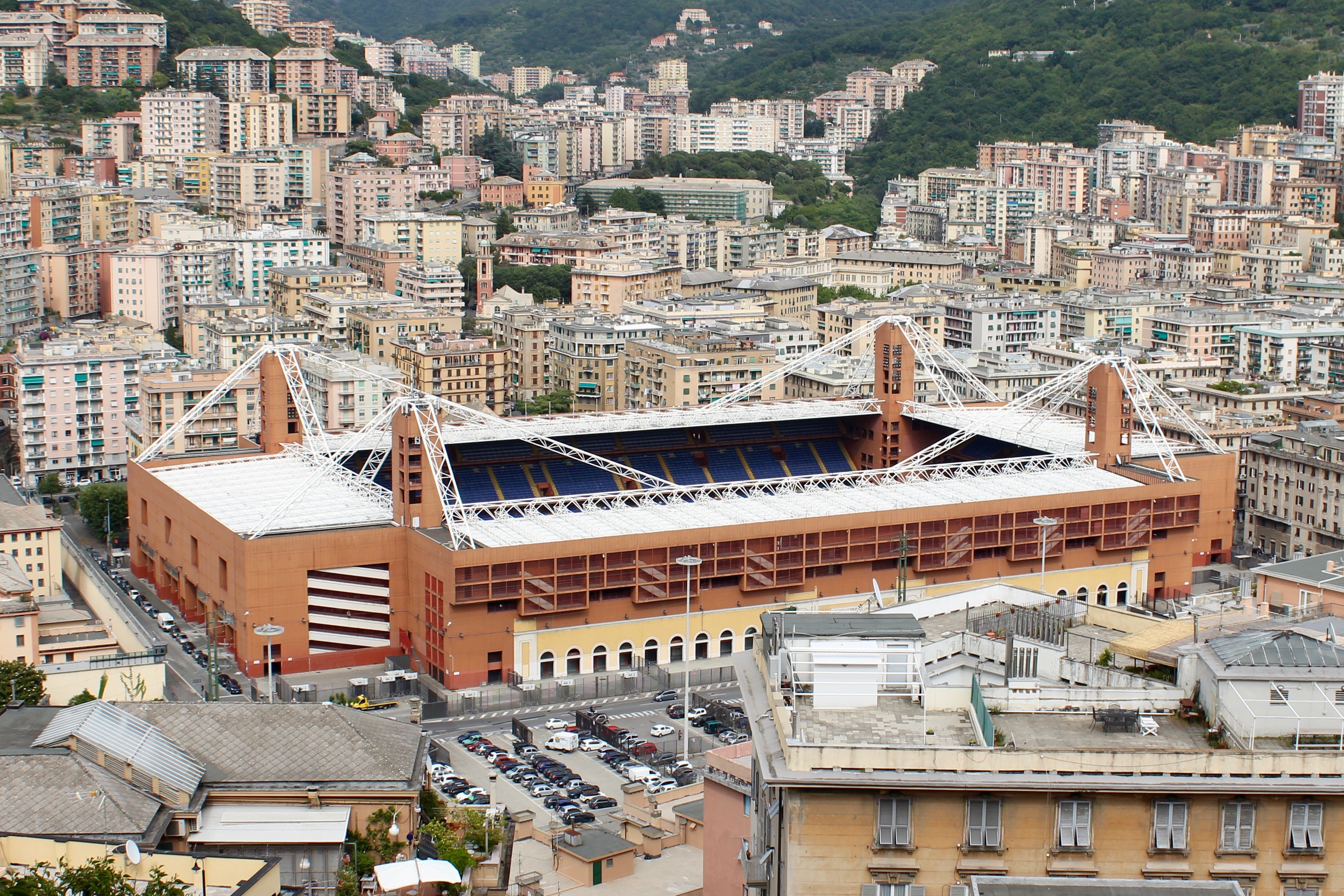
El estadio «Luigi Ferraris di Genova» El cual hospeda a ambos equipos.

La mayor rivalidad de la Sampdoria es el Genoa, ambos clubes pertenecientes a la ciudad de Génova, Italia. con quién protagoniza el denominado Derby della Lanterna (nombre dado por la Torre della Lanterna, símbolo de la ciudad), este partido se disputa en el Estadio Luigi Ferraris que ambos clubes comparten. La historia de los enfrentamientos evidencia que la Sampdoria mantiene una ventaja en el historial en serie A, con 98 victorias contra 77 de Genoa.
Este enfrentamiento es considerado el trigésimo derbi más sentido del mundo (el tercero en Italia, después de los de Roma y Milán) de acuerdo con el Ranking elaborado por la revista inglesa FourFourTwo.

## Datos del club
- Temporadas en la Serie A: 65

(Última Serie A 2022/23)
- Temporadas en la Serie B: 12

(Última Serie B 2024/25)
- Mejor puesto en la liga: 1.º
- Peor puesto en la liga: 20.º

## Participaciones en UEFA

### Por competencia
| Liga de Campeones de la UEFA | 2  | 13 | 7  | 2  | 4  | 25  | 15 | +10 | 23  | – |
| Liga Europa de la UEFA       | 6  | 28 | 9  | 9  | 10 | 28  | 31 | -3  | 36  | – |
| Recopa de Europa de la UEFA  | 5  | 36 | 19 | 7  | 10 | 54  | 33 | +21 | 64  | 1 |
| Copa Intertoto de la UEFA    | 2  | 8  | 6  | 0  | 2  | 10  | 4  | +6  | 18  | 1 |
| Supercopa de Europa          | 1  | 2  | 0  | 1  | 1  | 1   | 3  | -2  | 1   | – |
| Total                        | 16 | 87 | 41 | 19 | 27 | 118 | 86 | +32 | 142 | 2 |

## Récords

### Presencias
| #    | Nombre               | Partidos |
| ---- | -------------------- | -------- |
| 1.º  | Roberto Mancini      | 566      |
| 2.º  | Moreno Mannini       | 501      |
| 3.º  | Pietro Vierchowod    | 493      |
| 4.º  | Angelo Palombo       | 459      |
| 5.º  | Fausto Pari          | 401      |
| 6.º  | Fausto Salsano       | 377      |
| 7.º  | Luca Pellegrini      | 362      |
| 8.º  | Guido Vincenzi       | 353      |
| 9.º  | Gaudenzio Bernasconi | 351      |
| 10.º | Gianluca Vialli      | 321      |

### Goleadores
| #    | Nombre             | Goles |
| ---- | ------------------ | ----- |
| 1.º  | Roberto Mancini    | 178   |
| 2.º  | Gianluca Vialli    | 144   |
| 3.º  | Francesco Flachi   | 110   |
| 4.º  | Fabio Quagliarella | 106   |
| 5.º  | Adriano Bassetto   | 93    |
| 6.º  | Giuseppe Baldini   | 71    |
| 7.º  | Vincenzo Montella  | 66    |
| 8.º  | Giancarlo Salvi    | 61    |
| 9.º  | Eddie Firmani      | 52    |
| 9.º  | Sergio Brighenti   | 52    |
| 9.º  | Attilio Lombardo   | 52    |
| 9.º  | Manolo Gabbiadini  | 52    |
| 10.º | Éder               | 49    |

### Jugadores campeones delMundial
- Alain Boghossian: 1998
- Shkodran Mustafi: 2014

## Entrenadores
- Giuseppe Galluzzi (1946-1947)
- Adolfo Baloncieri (1947-1950)
- Giuseppe Galluzzi (1950-1951)
- Gipo Poggi (1951)
- Alfredo Poni (1951-1952)
- Ivo Fiorentini (1952-1953)
- Paolo Tabanelli (1953-1955)
- Lajos Czeizler (1955-1956)
- Pietro Rava (1956-1957)
- Ugo Amoretti (1957)
- Bill Dodgin (1957)
- Adolfo Baloncieri (1957-1958)
- Bill Dodgin (1958)
- Eraldo Monzeglio (1958-1962)
- Roberto Lerici (1962)
- Ernst Ocwirk (1962-1964)
- Giuseppe Baldini (1965)
- Fulvio Bernardini (1965-1971)
- Heriberto Herrera (1971-1973)
- Guido Vincenzi (1973-1974)
- Giulo Corsini (1974-1975)
- Eugenio Bersellini (1975-1977)
- Giorgio Canali (1977-1978)
- Lamberto Giorgis (1978-1979)
- Lauro Toneatto (1979-1980)
- Enzo Riccomini (1980-1981)
- Renzo Olivieri (1981-1984)
- Eugenio Bersellini (1984-1986)
- Vujadin Boškov (1986-1992)
- Sven-Göran Eriksson (1992-1997)
- César Luis Menotti (1997)
- Vujadin Boškov (1997-1998)
- Luciano Spalletti (1998-1999)
- Gian Piero Ventura (1999-2000)
- Luigi Cagni (2000-2001)
- Gianfranco Bellotto (2001-2002)
- Walter Novellino (2002-2007)
- Walter Mazzarri (2007-2009)
- Luigi Delneri (2009-2010)
- Domenico Di Carlo (2010-2011)
- Alberto Cavasin (2011)
- Gianluca Atzori (2011)
- Giuseppe Iachini (2011-2012)
- Ciro Ferrara (2012)
- Delio Rossi (2012-2013)
- Sinisa Mihajlovic (2013-2015)
- Walter Zenga (2015)
- Vincenzo Montella (2015-2016)
- Marco Giampaolo (2016-2019)
- Eusebio Di Francesco (2019)
- Claudio Ranieri (2019-2021)
- Roberto D'Aversa (2021)
- Marco Giampaolo (2022)
- Dejan Stanković (2022-2023)
- Andrea Pirlo (2023-2024)
- Andrea Sottil (2024)
- Leonardo Semplici (2024-2025)
- Alberico Evani (2025)
- Massimo Donati (2025-)

## Compromiso social
La Sampdoria actúa en la labor social y la ayuda humanitaria. En la temporada 1995–96 los jugadores de la Sampdoria utilizaron una camiseta con las palabras «Samp for Peace» (Sampdoria por Paz) en el pecho, como un trabajo para dar a conocer las guerras en los Balcanes y Chechenia en ese momento; ese mismo año bajó la causa de la organización Greenpeace, utilizaron camisetas especiales marcados con "No a los ensayos nucleares", frente a los ensayos nucleares contemporáneos en Mururoa llevados a cabo por la Francia de Jacques Chirac.
Los días 26 y 27 de octubre de 2010 el club, junto con conciudadanos de Génova, promueve la recogida selectiva de residuos en la ciudad de Génova con el programa «AMIU», mientras que el 4 de noviembre de 2012, un año después de la inundación genovesa de 2011, sale al campo con camisetas negras conmemorativas especiales, luego las puso en subasta con fines benéficos.

## Palmarés

### Torneos nacionales (6)
| Competiciones nacionales         | Títulos                             | Subcampeonatos             |
| -------------------------------- | ----------------------------------- | -------------------------- |
| Primera División de Italia (1/0) | 1990-91.                            |                            |
| Copa de Italia (4/3)             | 1984-85, 1987-88, 1988-89, 1993-94. | 1985-86, 1990-91, 2008-09. |
| Supercopa de Italia (1/3)        | 1991.                               | 1988, 1989, 1994.          |
|                                  |                                     |                            |
| Segunda División de Italia (1/1) | 1966-67.                            | 2002-03.                   |

### Torneos internacionales (1)
| Competiciones internacionales | Títulos  | Subcampeonatos |
| ----------------------------- | -------- | -------------- |
| Liga de Campeones (0/1)       |          | 1991-92.       |
| Recopa de Europa (1/1)        | 1989-90. | 1988-89.       |
| Supercopa de Europa (0/1)     |          | 1990.          |

Nota: en negrita competiciones vigentes en la actualidad.